# أنتوني توليفر
أنتوني توليفر (بالإنجليزية: Anthony Tolliver) مواليد 1 يونيو 1985، هو لاعب كرة سلة أمريكي يلعب مع فريق ديترويت بيستونز في الرابطة الوطنية لكرة السلة ويحمل الرقم 43. يبلغ طوله 6 قدم 8 بوصة (2.0 م).

## روابط خارجية
- أنتوني توليفر على موقع إن بي أي (الإنجليزية)
- أنتوني توليفر على موقع سبورتس رفرنس (الإنجليزية)
- أنتوني توليفر على موقع كرة السلة الأوروبية.كوم (الإنجليزية)
- أنتوني توليفر على موقع إي إس بي إن.كوم (الإنجليزية)
- أنتوني توليفر على موقع كلية كرة السلة في سبورتس رفرنس.كوم (الإنجليزية)
- أنتوني توليفر على موقع ريلجم (الإنجليزية)
- أنتوني توليفر على موقع بروبوليرز (الإنجليزية)
- أنتوني توليفر على موقع سبورتس رفرنس (الإنجليزية)